# Testet
Testet (en suec El test) és una pel·lícula franco-sueca dirigida per Ann Zacharias i estrenada el 1987.
És l'única pel·lícula dirigida, escrita i produïda per l'actriu sueca. Està filmat en francès.

## Argument
La Inga es va fer una prova d'embaràs que col·loca sobre la taula davant seu mentre espera el resultat. Aprofita per parlar amb Richard, el seu company francès, de la responsabilitat que suposaria la paternitat en la seva relació. Richard evita donar una resposta definitiva sobre si assumiria l'educació del nen o fins i tot el reconeixeria. La xerrada es converteix en baralla quan la prova finalment dona el resultat.

## Repartiment
- Ann Zacharias : Inga
- Jean-François Garreaud : Richard
- Bo Brundin : L'home al carrer

## Producció
Va ser una producció de baix pressupost: el cost s'estimava en només un terç del que costava normalment una pel·lícula sueca en aquell moment. La producció va aconseguir mantenir un pressupost limitat rodant amb un petit equip en un apartament a Östermalm a Estocolm. La productora va ser la mateixa Zacharias i el rodatge va tenir lloc d'agost a setembre de 1986. La pel·lícula es va estrenar el 28 de març de 1987 al cinema Grand d'Estocolm. Té una durada de 101 minuts i els diàlegs s'han rodat en francès.